# Останкинский пивоваренный завод
Оста́нкинский пивова́ренный заво́д — более не существующий пивоваренный завод в Москве, функционировавший с 1949 по 2008 год.

## История
В 1936 году в СССР был принят план строительства десяти пивоваренных заводов, одним из которых должен был стать Останкинский пивоваренный завод. Тем не менее, из-за начавшейся в 1941 году Великой Отечественной войны строительство было прервано и возобновилось только в 1946 году. 
Первая варка была осуществлена в январе 1949 года, проектная мощность на момент запуска составляла 5 000 000 дал в год. После ввода в эксплуатацию завод, ставший третьим на тот момент пивзаводом Москвы, производил пиво сортов «Жигулёвское», «Московское» и «Рижское». Пиво разливалось в стеклянные бутылки или отгружалось в промышленной таре для предприятий общественного питания.
На заводе имелся элеватор для ячменя, в 1961 (по другим данным — в 1963) году была введена в эксплуатацию солодовня. 
Завод был соединён подъездными железнодорожными путями с расположенной позади него линией Октябрьской железной дороги.
Изготовляемое на заводе пиво сорта «Юбилейное» — первое пиво, прошедшее государственную аттестацию качества продукции и получившее право носить Государственный знак качества СССР (1967 год).
В 1971—1975 годах была произведена модернизация производства: были построены дополнительные цеха, в них было установлено новое варочное оборудование, произведённое в Чехословакии и Германии. В результате производство пива увеличилось до 8 500 000 дал в год. Одновременно на заводе производилось до 21 500 тонн солода. Изменилась номенклатура выпускаемой продукции — в эти годы завод производил сорта «Жигулёвское», «Московское», «Московское оригинальное» и «Останкинское». «Московскому оригинальному» был присвоен Государственный знак качества.
В 1993 году пивзавод был приватизирован и преобразован в акционерное общество (позднее открытое акционерное общество) «Останкинский пивоваренный завод». В 1996 году контрольный пакет акций выкупили топ-менеджеры завода. Вместе с тем, на протяжении 1990-х годов руководство завода проводило достаточно инертную политику, не имело не только чёткой стратегии сбыта продукции в других регионах, но даже в городе Москве — так пиво было широко представлено на севере города, где располагался завод, и почти отсутствовало в его южной части. Основными брендами стали «Останкинское», «Жигулёвское», «Московское» и «Славянское», находившиеся в низкой ценовой группе. Проблема ухудшилась в конце 1990-х, когда производственные предприятия в России открыли несколько международных пивоваренных компаний, а также усилилась экспансия пивоваров из других регионов, прежде всего — Санкт-Петербурга. В 1999 году производство пивоваренного завода сократилось до 6 300 000 дал, доля его продукции на московском рынке составляла лишь 6,8 %..

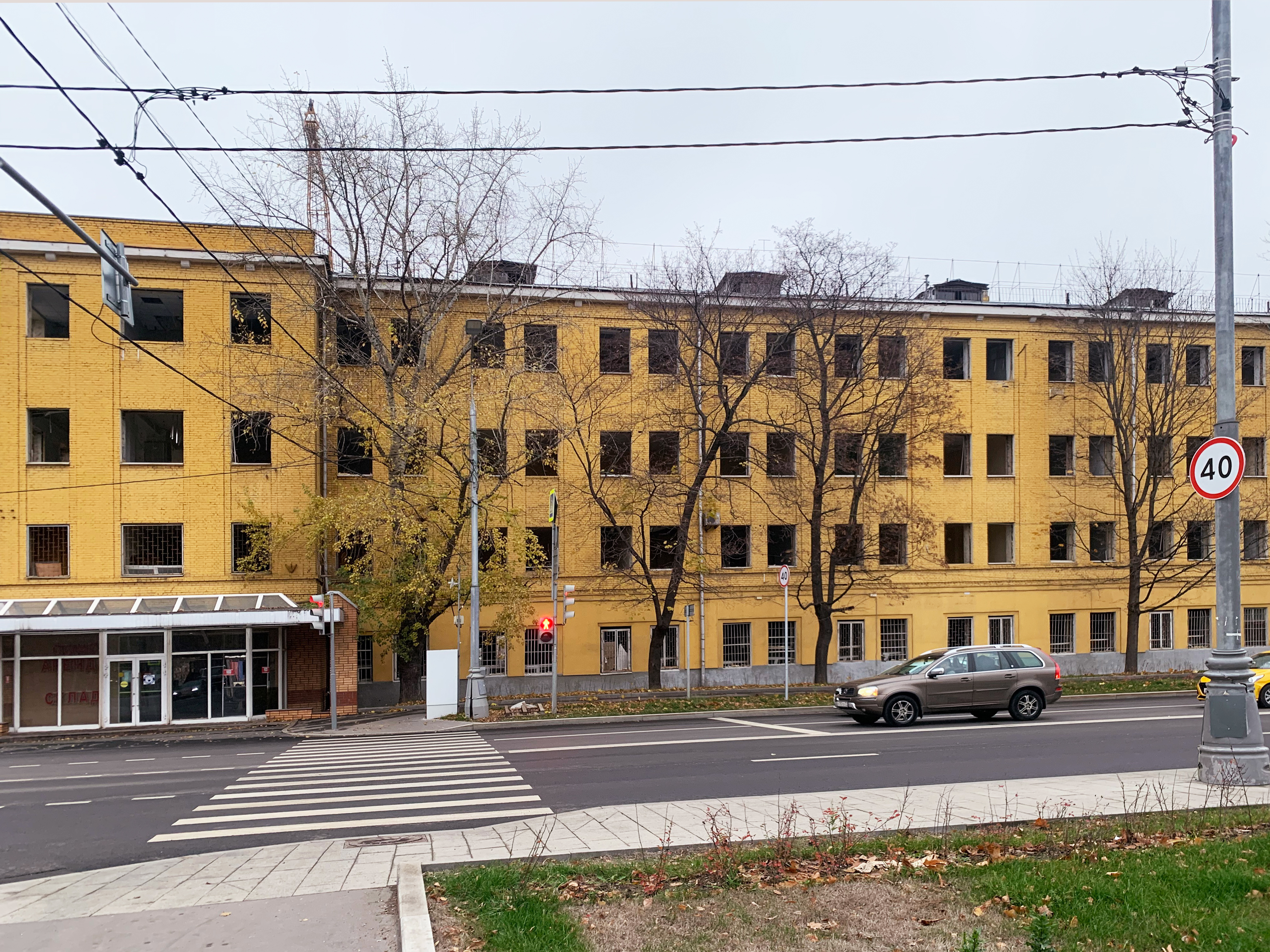
Здание Останкинского пивзавода перед сносом. Октябрь 2022

В 2000 году ситуация усугубилась тем, что находящийся в Самаре Жигулёвский пивоваренный завод добился в суде запрета на использование другими производителями марки «Жигулёвское», которое составляло более половины производства Останкинского пивоваренного завода. В результате по итогам года производство пива на заводе сократилось до 5 000 000 дал, то есть падение составило 20 % — худший результат после Москворецкого пивоваренного завода. В последующие годы руководство завода пыталось исправить ситуацию: была установлена новая линия по розливу пива в ПЭТ-упаковку, было прекращено производство недорогих марок «Славянское» и «Московское», в нижнем ценовом сегмента осталось только пиво «Останкинское». Одновременно с этим началось производства бренда «Старая бочка», который позиционировался как премиальный, была предпринята попытка региональной экспансии, проведена массированная рекламная кампания нового бренда.
В 2002 году владельцы предприятия пытались продать его пивоваренной компании «Балтика», но сделка не состоялась. Завод прекратил выпуск пива в 2008 году, после чего здания и помещения сдавались в аренду. В 2021 году земельный участок, на котором находился пивзавод, был выкуплен девелоперской компанией «MR Group». Все здания и сооружения бывшего завода были снесены в конце 2022 — начале 2023 года.

## Продукция
Перед прекращением производства Останкинский пивоваренный завод выпускал следующую продукцию (по данным самого предприятия):
| Бренд                           | Сорт | Характеристики                                    | Упаковка      | Срок хранения |
| ------------------------------- | --- | ------------------------------------------------- | ------------- | ------------- |
| Жигулёвское московского разлива | Жигулёвское московского разлива | плотность 11 % алкоголь 4,1 % об.                 | 0,5 л, стекло | 6 месяцев     |
| Жигулёвское московского разлива | Жигулёвское московского разлива | плотность 11 % алкоголь 4,1 % об.                 | 1,5 л, ПЭТ    | 4 месяца      |
| Жигулёвское московского разлива | Жигулёвское московского разлива | плотность 11 % алкоголь 4,1 % об.                 | 2,25 л, ПЭТ   | 4 месяца      |
| Московское бочковое             | Светлое | ГОСТ Р51174-98: плотность 11 % алкоголь 4,1 % об. | 0,5 л, стекло | 6 месяцев     |
| Московское бочковое             | Светлое | ГОСТ Р51174-98: плотность 11 % алкоголь 4,1 % об. | 1,5 л, ПЭТ    | 4 месяца      |
| Московское бочковое             | Светлое | ГОСТ Р51174-98: плотность 11 % алкоголь 4,1 % об. | 2,25 л, ПЭТ   | 4 месяца      |
| Московское бочковое             | Классическое | ГОСТ Р51174-98: плотность 12 % алкоголь 5 % об.   | 0,5 л, стекло | 6 месяцев     |
| Московское бочковое             | Классическое | ГОСТ Р51174-98: плотность 12 % алкоголь 5 % об.   | 1,5 л, ПЭТ    | 4 месяца      |
| Московское бочковое             | Классическое | ГОСТ Р51174-98: плотность 12 % алкоголь 5 % об.   | 2,25 л, ПЭТ   | 4 месяца      |
| Московское бочковое             | Оригинальное | ГОСТ Р51174-98: плотность 13 % алкоголь 5,3 % об. | 0,5 л, стекло | 6 месяцев     |
| Московское бочковое             | Оригинальное | ГОСТ Р51174-98: плотность 13 % алкоголь 5,3 % об. | 1,5 л, ПЭТ    | 4 месяца      |
| Московское бочковое             | Оригинальное | ГОСТ Р51174-98: плотность 13 % алкоголь 5,3 % об. | 2,25 л, ПЭТ   | 4 месяца      |
| Московское бочковое             | Крепкое | ГОСТ Р51174-98: плотность 17 % алкоголь 7,8 % об. | 0,5 л, стекло | 6 месяцев     |
| Московское бочковое             | Крепкое | ГОСТ Р51174-98: плотность 17 % алкоголь 7,8 % об. | 1,5 л, ПЭТ    | 4 месяца      |
| Московское бочковое             | Крепкое | ГОСТ Р51174-98: плотность 17 % алкоголь 7,8 % об. | 2,25 л, ПЭТ   | 4 месяца      |
| Старая бочка                    | Светлое | плотность 11 % алкоголь 4 % об.                   | 1,5 л, ПЭТ    | 4 месяца      |
| Старая бочка                    | Светлое | плотность 11 % алкоголь 4 % об.                   | 2,25 л, ПЭТ   | 4 месяца      |
| Старая бочка                    | Классическое | плотность 12 % алкоголь 5 % об.                   | 1,5 л, ПЭТ    | 4 месяца      |
| Старая бочка                    | Классическое | плотность 12 % алкоголь 5 % об.                   | 2,25 л, ПЭТ   | 4 месяца      |
| Старая бочка                    | Оригинальное | плотность 13 % алкоголь 5,3 % об.                 | 1,5 л, ПЭТ    | 4 месяца      |
| Старая бочка                    | Оригинальное | плотность 13 % алкоголь 5,3 % об.                 | 2,25 л, ПЭТ   | 4 месяца      |
| Старая бочка                    | Крепкое | плотность 17 % алкоголь 7,8 % об.                 | 1,5 л, ПЭТ    | 4 месяца      |
| Старая бочка                    | Крепкое | плотность 17 % алкоголь 7,8 % об.                 | 2,25 л, ПЭТ   | 4 месяца      |
| Ямайка                          | Пиво специальное со вкусом винограда, фейхоа, апельсина, зелёного яблока, ананаса, а также белого винограда, персика и джин-тоника | плотность 16,5 % алкоголь 8,5 % об.               | 1,5 л, ПЭТ    | 6 месяцев     |
| Останкинский                    | Квас | объёмная доля спирта не более 1,2 %               | 1,5 л, ПЭТ    | 3 месяца      |
| Останкинский                    | Квас | объёмная доля спирта не более 1,2 %               | 2,25 л, ПЭТ   | 3 месяца      |

## Награды
Продукция завода получила много призов на различных конкурсах:
- 1992 год, Международный конкурс пивоваров «Пиво-92» (Сочи): золотая и серебряная медали;
- 1992 год, Конкурс «Пивоиндустрия-92» (Москва): бронзовая медаль;
- 1994 год, Конкурс «Пивоиндустрия» (Москва): бронзовая медаль;
- 1995 год, Международный конкурс «Пиво-95» (Сочи): две серебряные медали;
- 1996 год, Семинар-совещание (Москва): дипломы 1 и 3 степени;

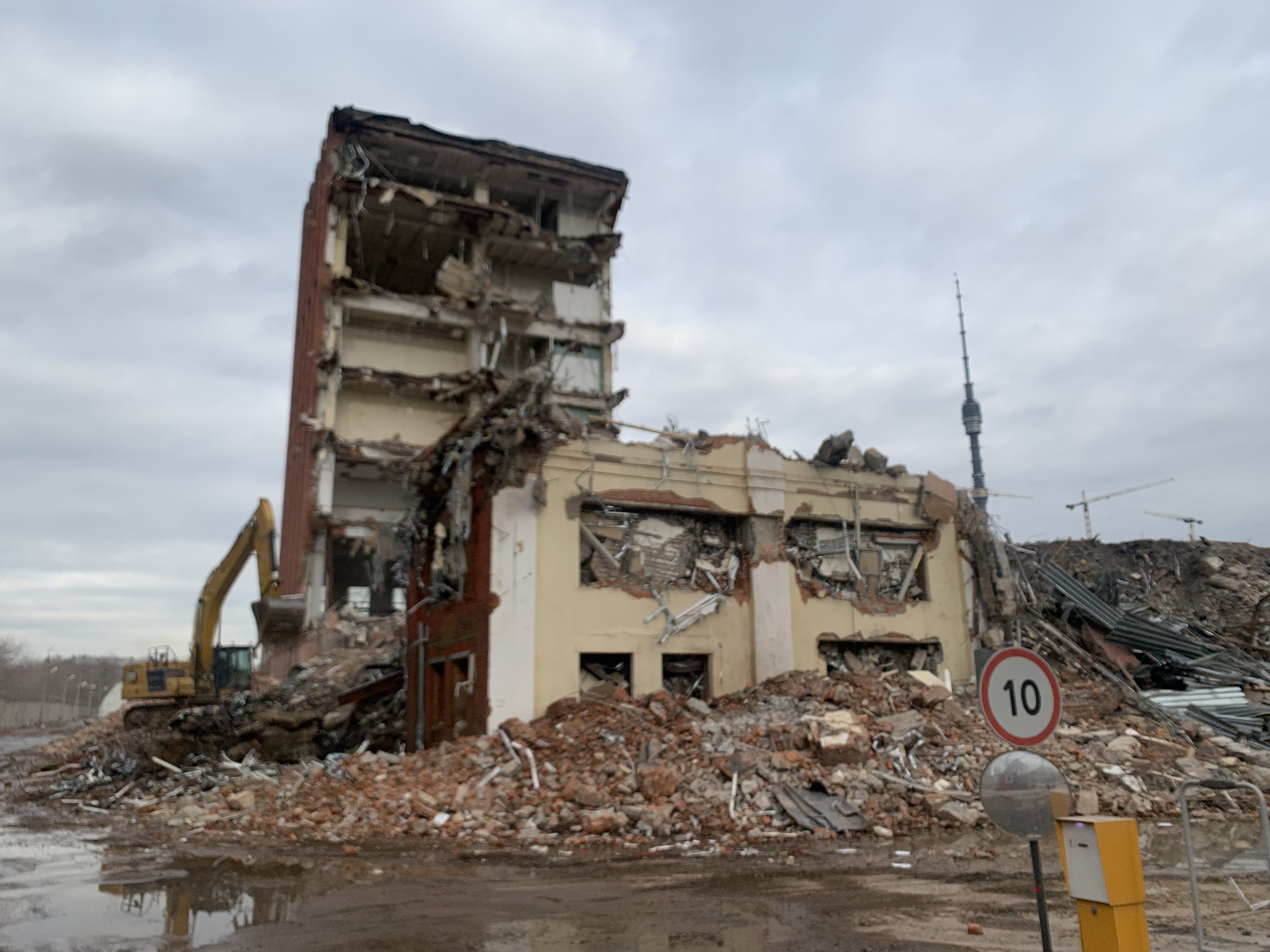
Снос Останкинского пивзавода в марте 2023

- 1997 год, Санкт-Петербургский пивной аукцион-97 (Санкт-Петербург): золотая медаль;
- 1997 год, НОВэкспо «Международные специализированные выставки» (Новосибирск): 3 золотые медали и диплом за отличное оформление продукции;
- 1997 год, Международная выставка-ярмарка (Сочи): дипломы к золотой, серебряной и двум бронзовым медалям;
- 1997 год, Международный конкурс (Москва): три золотые медали;
- 1998 год, Международный профессиональный конкурс пива «Лучшее пиво года» (Москва): три золотые и серебряная медали;
- 1998 год, Ассоциация производителей, поставщиков и потребителей пива (Москва): Диплом — Лучшее пиво года с вручением ордена «Янтарный крест» и Хрустальный бочонок;
- 1999 год. Большой московский фестиваль пива. Золотая медаль в номинации «Лучшее тёмное» за сорт «Останкинское тёмное». Бронзовая медаль в номинации «Лучшее классическое» за сорт «Останкинское классическое». Бронзовая медаль в номинации «Лучшее пиво Москвы» за сорт «Москворецкое»[12].
- 1999 год, Московская международная выставка-ярмарка «Пивоиндустрия» (Москва): большой золотой крест;
- 1999 год, Международный профессиональный конкурс пива «Лучшее пиво года» (Москва): золотая и серебряная медали;
- 2000 год, Первый Тверской праздник Пива и Весны (Тверь): золотая и серебряная медали;
- 2000 год, Большой Московский фестиваль пива. Конкурс «Народная дегустация» (Москва): золотая, серебряная и бронзовая медали;
- 2000 год, Международный профессиональный конкурс пива, напитков и минеральных вод «Лучшее пиво года» (Москва): Гран-при и золотая медаль;
- 2000 год, Всероссийская программа-конкурс «100 лучших товаров России»: дипломы лауреатов.

## В искусстве
Останкинский пивоваренный завод и его пиво упоминаются в нескольких художественных произведениях. В том числе:
- В поэме в прозе Венедикта Васильевича Ерофеева «Москва — Петушки»: По этой причине в денатурат вливают в пропорции 1:2:1 «бархатное» пиво, лучше всего останкинское или сенатор, и очищенную политуру.Венедикт Ерофеев[13]
- Несколько раз в «Останкинской трилогии» Владимира Викторовича Орлова: ...потом струился в зал тяжёлый табачный дым из автомата на улице Королёва и пахло останкинским пивом и ещё многим...Владимир Орлов[14]Сначала думали, что недоразумение. Что, наверное, после праздников на Останкинском заводе кончилось пиво. А до Бадаевского далеко. Стояли у дверей в ожидании. Жаждущих было немало. Кто имел отгулы. Кто шёл на работу вечером. И горло у многих пересохло.Владимир Орлов[15]И вот за два последних дня [демон] Мардарий выпил всю энергию Останкинской башни, все её волны и импульсы, все звуковые и световые сигналы, отчего граждане не имеют возможности видеть даже программу «Время», а потом посетил Останкинские мясной комбинат и пивоваренный завод и их лишил энергии и многого из материальных фондов.Владимир Орлов[16]